# Великий палець

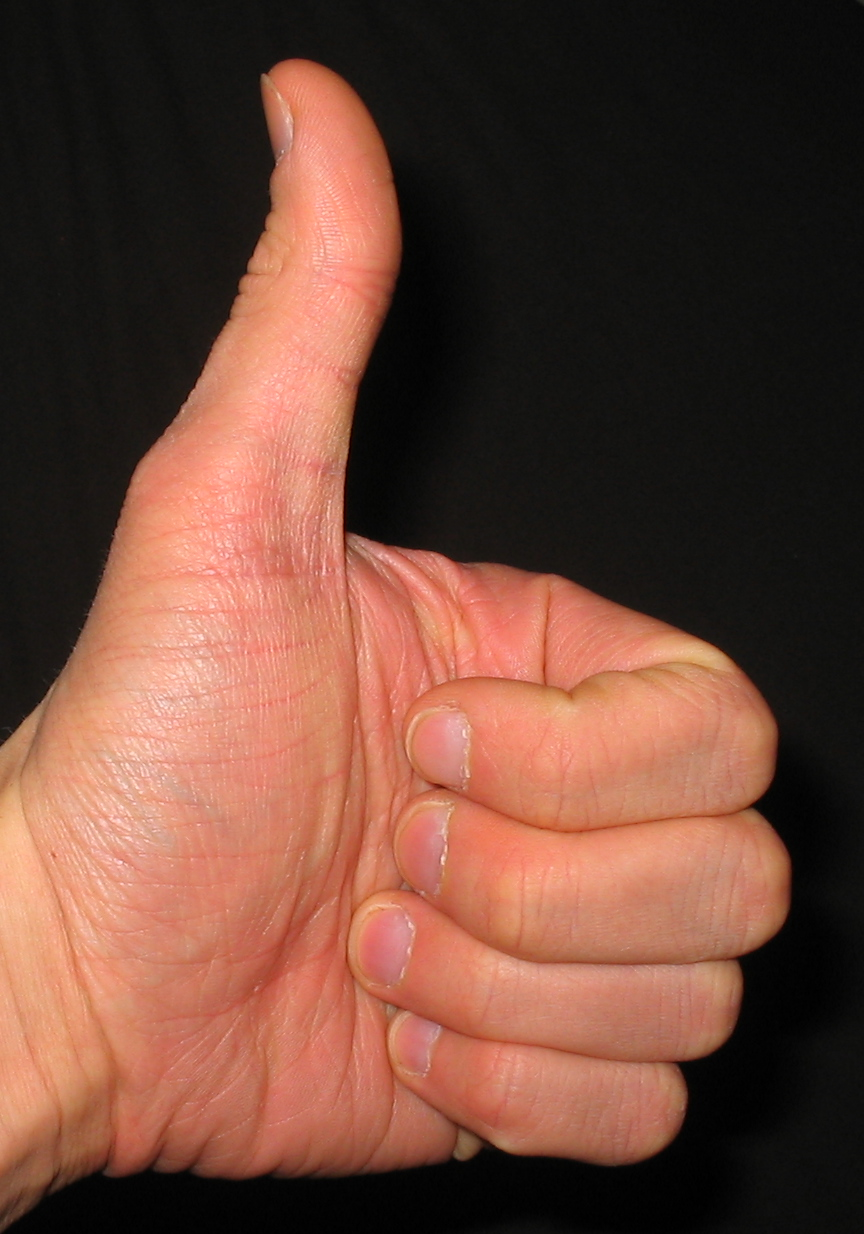
Піднятий догори палець людини — великий палець — означає похвалу

Великий палець (діал. па́люх, лат. pollex) — перший (зовнішній у стандартній анатомічній позиції) палець кисті. Термін зазвичай використовується для приматів, у тому числі людини, та деяких інших тварин, у яких цей палець протистоїть решті пальців, для решти тварин використовується термін полекс[джерело?] (лат. pollex).

## Визначення

### Назва
Великим цей палець було прозвано через своє особливе розташування на людській руці, протиставляючись іншим чотирьом пальцям. Саме ж слово «палець» походить від д.-рус. пальць, яке, своєю чергою, виходить від прасл. *palьcь (від корня *pàlъ), що тоді означало власне великий палець. Цей останній корінь, як припускається, походить від пра-і.є. *рōlo-, тобто «набряклий, товстий», що первісно застосовувалося до потовщеного кийка.
Словом для пальців взагалі у праслов'янській мові могло бути *pь̃rstъ (від пра-і.є. *pr̥-sth₂-o-m — «дещо навсторч»), від якого походять слова «перст» (палець руки), «перстень», «наперсток» тощо. Сучасні південно- і західнослов'янські мови (окрім польської) досі послуговуються цим коренем як основним для позначення пальців. В Україні же слово "перст" досі активно використовується на Закарпатті для позначення пальця руки чи ноги.

### Ознаки
Людський великий палець ділить наступні ознаки з будь-яким іншим пальцем руки чи стопи:
- Скелет із челенків (фаланг), з'єднаних шарнірними суглобами, що забезпечують згинання кисті у напрямку до долоні
- Наявність тильної поверхні з волосяними фолікулами в шкірі та нігтем на кінці, а також безволосої долонної сторони з подушечками і відбитком.

Відрізняється ж людський великий палець руки від решти пальців тим, що є єдиним, що:
- протиставлений решті чотирьох пальців
- має два челенки замість трьох. Однак нещодавно з'явилися свідчення про можливу відсутність п'ясткової кістки, а не третього челенка.
- має більшу ширину у дистальному челенку, ніж у проксимальному
- прикріплюється до рухомої п'ясткової кістки (якщо це тільки не третій челенок), що і забезпечує протиставлення пальця
- загинається горизонтально, а не вертикально.

## Протиставлення пальців у тваринному світі

### Примати

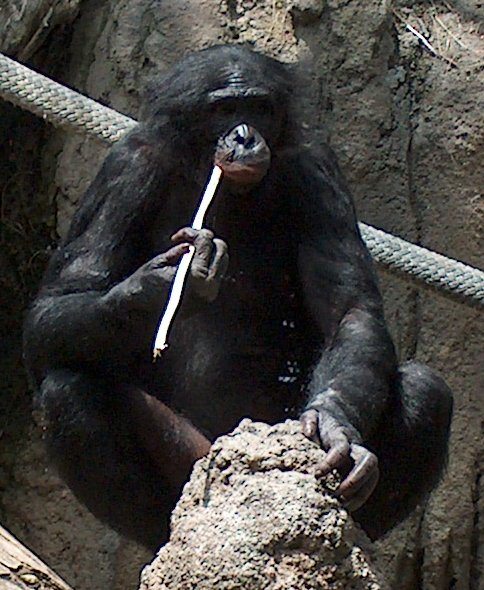
Бонобо виловлює термітів паличкою — приклад неповноцінного протиставлення великого пальця

Приматів можна поділити на шість груп за будовою великого пальця:
- рудиментарний, майже повна відсутність: мавпа-павук, колобус
- непротиставлений: довгоп'ятові (на островах Південно-Східної Азії), мармозетки[en]
- псевдопротиставлений: усі мокроносі (лемури, лорієві і пото[en]) та чіпкохвості мавпи (капуцини, саймірі)
- протиставлений і короткий: мавпові (Cercopithecidae), окрім колобуса, та усі людиноподібні
- протиставлений і подовжений: гібонові
- не визначено: тамарини, нічні мавпи, сакієві, ревуни, шерстисті мавпи.

Мавпа-павук компенсує свою відсутність великого пальця, використовуючи безволосу частину свого довгого чіпкого хвоста для хапання предметів. У людиноподібних і мавпових великий палець здатен обертатися навколо своєї осі, але велика площа дотику між подушечками великого і вказівного пальців є властивою саме для людини.
Викопний вид Darwinius masillae, що був перехідною ланкою між напівмавпами та вищими приматами доби еоцену, мав дуже гнучкі пальці з протиставленими великими пальцями як на руках, так і на стопах.

### Інші плацентарні ссавці
- Велика панда має п'ять кігтистих пальців з додатковою дуже довгою сесамоподібною кісткою поруч із другим (вказівним) пальцем, яка, хоч і не є справжнім пальцем, працює як протипоставлений великий палець.[9]
- Більшість гризунів мають частково протиставлені пальці на кожній передній лапі, що дозволяє їм хапатися.[10]
  - У деяких мишевих великий палець не має пазурів і повністю протиставлений, як-то у таких деревних видів, як Hapalomys, Chiropodomys, Vandeleuria і Chiromyscus, та стрибаючих двоногих видів, як Notomys і, можливо, деякі Gerbillinae.[11]
  - Східноафриканський кошлатий хом'як (Lophiomys imhausi), деревний їжатцевоподібний гризун, має по чотири пальці на кінцівку з частково протиставленими великими пальцями на передніх лапах.[12]

До того ж, інколи полідактильні кішки можуть мати додактові великі пальці чи мизинці, що можуть бути протиставленими й умовжливлювати кішкам складніші задачі.

### Сумчасті
- Більшість сумчастих надродини кускусуватих, за винятком видів Trichosurus і Wyulda squamicaudata, мають перший і другий пальці передніх лап протиставлені решті трьох пальців кожної кінцівки. Ці два пальця частково синдактильні, об'єднані шкірою у верхньому суглобі. На задніх лапах перший палець безкігтистий і теж протиставлений, забезпечуючи міцний обхват гілок. Четвертий та п'ятий пальці задніх лап є найбільшими серед усіх.[13]
- Коали мають по п'ять пальців на передніх і задніх лапах з гострими вигнутими кігтями, крім першого пальця задньої лапи. Перший і другий пальці передніх лап протиставлені решті трьох, що дозволяє коалі хапатися за дрібніші гілки в пошуках свіжого листя серед лісового намету. Як і у кускусуватих, другий і третій пальці задньої лапи зрослися, але мають окремі кігті.[14]
- Опосуми, сумчасті тварини американського континенту, мають по протиставленому великому пальцю на задніх лапах, що надає цим тваринам здатність лазити (за винятком водяного опосума, перетинчасті лапи якого виключають протиставлення).[15]
- Мишеподібні мікробіотерієві були родиною американських сумчастих, тісно споріднених з австралійськими сумчастими. Єдині два види, що зберіглися до сьогодення, Dromiciops gliroides і D. bozinovici, не мають близької спорідненості з американськими опосумами, але мають схожі на їхні лапи, кожна з котрих має по протиставленому пальцю.[16]

### Птахи

Чотири типи пташиних лап (діаграма правої ноги)

У більшості птахів є принаймні один протиставлений іншим палець на кожній з ніг, розташування котрого може різнитися.

### Плазуни
- Хамелеони мають добре пристосовані для хапання кінцівки: на передніх лапах Ⅰ, Ⅱ і Ⅲ пальці йдуть у внутрішній край лапи, а Ⅳ і Ⅴ розходяться у зовнішній, тоді як на задніх лапах навпаки — Ⅰ і Ⅱ пальці у внутрішній край, а Ⅲ, Ⅳ і Ⅴ у зовнішній.[17]

#### Динозаври
- Динозаври, що належали до родини птахоподібних динозаврів Troodontidae, мали частково протиставлений палець на передніх кінцівках. Не виключено, що цей пристрій використовувався для кращого маніпулювання наземними предметами або пересуванням гілок підліску під час пошуку здобичі.[18]
- У маленького хижого динозавра бембіраптора, можливо, були взаємно протиставлені перший і третій пальці, а також рухливість передніх кінцівок, яка дозволяла ними дотягуватися до рота. Будова його передніх кінцівок і діапазон рухів дозволяли хапати предмети двома руками, або притискати їх однією рукою до грудей, а також використовувати руки як гачки.[19]
- Ньквебазавр (Nqwebasaurus thwazi) був целурозавром з довгими трипалими кистями з частково протиставленим першими пальцями.[20]

Окрім вже наведених динозаврів могли існувати інші види, що мали частково або повністю протиставлені пальці.

#### Птерозаври
- Кунпенґоптер, птерозавр родини Wukongopteridae, на кожній руці-крилі мав по протиставленому пальцю. Наявність великих пальців у цього таксона вважається пристосуванням для утримання на деревах.[21]

### Земноводні
- Жаби роду філомедуз мають по протиставленному пальцю на кожній лапці завдяки їхньому лазінню рослинами південноамериканських вологих лісів.[22]

## Людська анатомія
Найкоротший з пальців людини, протистоїть решті пальців. На відміну від інших пальців, що складаються з трьох фаланг, він складається тільки з двох. Через інші можливості руху великий палець грає особливу роль, дозволяючи створювати тиск, направлений проти інших пальців, що є основою хапальної функції руки. Області в людському мозку, що відповідають за координацію і чутливість великого пальця, значно більші за регіони, що відповідають за інші пальці.
Ніготь великого пальця росте повільніше від інших і закручується в спіраль, якщо дати йому вирости достатньою мірою.
Деякі люди в змозі вивертати крайню фалангу великого пальця майже під прямим кутом назад, що пояснюється недорозвитком міжфалангових блоковидних суглобів пальців при синдромі дисплазії сполучної тканини

### Скелет
Скелет великого пальця складається з першої п'ястної кістки, яка з'єднується проксимально із зап'ястком у зап'ястно-п'ястковому суглобі та дистально з проксимальним першим челенком у п'ястково-фаланговому суглобі. Ця остання кістка зчленовується з дистальним челенком в міжфаланговому суглобі. Крім того, у суглобах великого пальця, як у п'ястково-фаланговому, так й у міжфаланговому, є велика ймовірність наявності двох додаткових сесамоподібних кісточок (по одній на суглоб).

### М'язи
М'язи великого пальця можна порівняти з відтягом, яким підтримують щоглу — напруга від цих м'язових відтяжок забезпечується з усіх напрямків, аби підтримувати стійкість у шарнірній колоні, утвореній кістками великого пальця.
М'язи великого пальця можна розділити на дві групи: зовнішні (тильні) м'язи кисті, черевці яких розташовані в передпліччі, і внутрішні м'язи кисті, черевці яких розташовані власне в кисті.

#### Зовнішні
Довгий згинач великого пальця кисті є вентральним м'язом передпліччя, що бере початок на передній стороні променевої кістки дистальніше променевого бугра і від міжкісткової перетинки передпліччя. М'яз тягнеться зап'ястковим каналом через окрему сухожильну оболонку, після чого лягає між головками короткого згинача великого пальця. Зрештою, він прикріплюється до основи дистального челенка великого пальця. Іннервується передньою міжкістковою гілкою серединного нерва (С7-С8). У людей цей м'яз є еволюційним продовженням одного з привідних м'язів пальців рук і ніг.

## Жести за участю великого пальця
Протиставлений і найбільший з пальців руки, великий палець відіграє особливу роль не тільки в трудовій діяльності, але і в жестовій мові.
На змаганнях гладіаторів у Стародавньому Римі переможець чекав знаку з боку присутнього на трибуні імператора або високопоставленої вельможі, яка визначала, що робити з переможеним, нерідко важко пораненим, суперником. Якщо той своєю хоробрістю встиг викликати до себе симпатію під час бою, то показувався піднятий вгору великий палець, що означав помилування. У зворотному випадку, великий палець опускався вниз (за іншою версією указував на шию, в русі, що зображає перерізання горла), що було рівнозначне смертельному вироку для того, хто програв.
В Англії XVI століття гризти ніготь великого пальця вважалося образливим.
За допомогою великого пальця виконують жест, який означає похвалу.